# サヴァン症候群
サヴァン症候群（サヴァンしょうこうぐん、英: savant syndrome）は、極稀に知的障害や自閉症などの発達障害等のある人の中で、ある特定の分野で非常に卓越した才能を発揮する症状の総称。サヴァン症候群は、ある特定の分野の記憶力、芸術、計算などで、定型発達者よりも高い能力を有する人を示す。幼児自閉症の児童の約10%がサヴァン症候群であるとされる。女性よりも男性の方が多く、発達障害者でも稀だが知的障害者はそれよりも遥かに発症率が低い。

## 歴史
イギリスの医師ジョン・ランドン・ダウンは1887年、厖大な量の書籍を1回読んだだけで全て記憶し、さらにそれを全て逆から読み上げるという、常軌を逸した記憶力を持った男性を報告した。その天才的な能力を持つにもかかわらず、通常の学習能力は普通である彼を「idiot savant」（イディオ・サヴァン=賢い白痴、フランス語）と名付けた。ただし、彼が自閉症の診断基準を満たしている記述は論文には存在しない。論文上には「他の学習能力は通常である」と記載があるのみである。後に「idiot（白痴）」が差別的な意味を持つことから「サヴァン症候群」と改められた。
日本では、新渡戸稲造著の『修養』（明治44年、1911年刊行）「総説」の頁において、新渡戸がサヴァン症の米国の少年と会話をした記録が記述されている。それによると、新渡戸が米国の白痴院を訪れた際、「談話をした少年が普通人の遠く及ばぬ見識を懐いていて、専門家さえ舌を巻くがごときことをし、中でも驚いたのは、数学で非常に偉いものがあること」とし、「（彼は）算盤も一本の筆も用いないで正確な数字を答えた」と記し、例として、「79万3625に9万9673を乗ぜよと命じると、ただちに791億298万4625と答え、僕は3、4分かけて計算して答え合わせをした」と述べている。

## 原因
サヴァン症候群の原因は諸説あり、特定には至っていない。脳の器質因にその原因を求める論が有力だが、自閉症（自閉症スペクトラム障害）のある者が持つ特異な認知をその原因に求める説もある。中枢神経疾患によって、後天的に能力を発現する場合もあり、これは獲得性サヴァン症候群と呼ばれる。
なお、自閉症や発達障害、コミュニケーション障害のある者の全てが能力を持っているわけではなく、逆に健常者にも優れた能力・偉才、特定の分野の記憶力、芸術、計算などに、高い能力を有する人は存在する。
信州大学の特別支援学校での調査によれば、ほとんどのサヴァン症候群児童は男性であり、これは自閉症児が男性に多いことに関係していると推察される。
また、いわゆる天才や偉人の多くは円満な人格者ではなく、中には日常生活に支障が出る症状の人、時に自閉症やコミュニケーション障害に近い症状の人もおり、それがさらに極端になって「紙一重」を超えたのがサヴァン症候群だという見方もある。

## 能力の例
サヴァン症候群の能力として、主に記憶能力、カレンダ一計算、数学・数字能力、音楽、美術、機械的能力又は空間的能力がある。サヴァン症候群の児童で最も多い能力は「記憶」に関する能力で、次に多い能力が「カレンダー計算」であった。
より具体的な例としては、以下のような例がある。
- ランダムな年月日の曜日を言える（カレンダー計算）。ただし通常の計算は、1桁の掛け算でも出来ない場合がある。（サヴァン症候群でなくても簡単なカレンダー計算であればできる人は一定数いる。）
- 素数と約数を瞬時に判断できる。
- 航空写真を少し見ただけで、細部にわたるまで描き起こすことができる（映像記憶）。
- 書籍や電話帳、円周率、周期表などを暗唱できる。内容の理解を伴わないまま暗唱できる例もある。
- 並外れた暗算をすることができる。
- 音楽を一度聴いただけで再現できる[5]。
- 語学の天才で数カ国語を自由に操る。

この他にも様々な能力（特に記憶に関するもの）がみられるが、対象物が変わると全く出来なくなってしまうケースがある（航空写真なら描き起こすことができるが、風景だとできない、など）。
以下の能力については信憑性への疑問が提示されている。
文献ではESPなどが挙がっていることさえある。
- 100個以上の物の数を瞬間的に把握する能力（以下で述べる映画『レインマン』でも取り上げられた）
- 10桁もの巨大な素数を言う能力

### 映画『レインマン』での能力の描写
1988年に映画『レインマン』がヒットして、サヴァン症候群への関心が高まることとなった。原作を書いた作家バリー・モロー（英語: Barry Morrow）は、最初にテキサスのARC打ち合わせでサヴァン症患者キム・ピークと会ってインスピレーションを受けた。また、キム・ピークのもの以外のサヴァン症候群もレイモンドの役設定に盛り込まれた。
映画は、全体を通じて専門家の監修のもと、サヴァン症候群の様子が比較的忠実に描写されている。サヴァン症候群患者であるレイモンド役を演じたダスティン・ホフマンは、役作りの上でサヴァン症候群の患者何人かに会っている。ホフマンが会った患者の中でもレイモンドの能力や行動に最も近いのは、驚異的な速算力で有名だったジョゼフ・サリヴァンである。

## 著名人
以下に知的障害または自閉症障害、もしくはその両方があり、かつ優れた能力があるとされる人物を挙げる。
- Alonzo Clemons - アメリカの粘土造形家[6]。
- Tony DeBlois - 視覚障害者のアメリカ人音楽家[7]。
- Leslie Lemke - 盲目のアメリカ人音楽家[8]。
- Jonathan Lerman - アメリカの芸術家[9]。
- Thristan Mendoza - フィリピン人。マリンバに秀でる[10]。
- デレク・パラヴィチーニ - 盲目の英国人音楽家[11]。
- キム・ピーク - 1988年の映画『レインマン』のきっかけとなった。大変な記憶力をもっていたと考えられている[8][12][13]。
- James Henry Pullen - 英国の卓越した大工[14]。
- Matt Savage - アメリカの自閉症ジャズマン[15]。
- Henriett Seth-F. - ハンガリーの自閉症サヴァン。詩人、作家、芸術家[16]。
- ダニエル・タメット - 英国の自閉症サヴァン[17]
- スティーヴン・ウィルシャー - 英国の建築芸術家[18]。
- Richard Wawro - スコットランドの芸術家[8]。
- 山下清 - 日本の画家。諸説ある。
- ゴットフリード・マインド - スイスの画家。

## サヴァン症候群を扱った作品

### 小説
- 『吉里吉里人』 - 井上ひさし著。百科事典をフォトコピーして覚えてしまう男性が出てくる。
- 『静かな生活』 - 大江健三郎著。義兄に当たる伊丹十三監督が映画化。
- 『緋弾のアリア』- 赤松中学著。主人公の遠山キンジやその家族がサヴァン症候群である。条件付きで性的興奮や芸術品を見るとβエンドルフィンが分泌され普段の30倍の能力が発揮出来る。
- 『クビキリサイクル』 - 西尾維新著。ヒロインである玖渚友がサヴァン症候群を発症している。機械の天才。
- 『四日間の奇蹟』 - 浅倉卓弥著。ピアノの演奏が得意なサヴァン症候群の少女が登場する。
- 『天と地の方程式』- 富安陽子著
- 『危険なビーナス』- 東野圭吾著
- 『プラチナデータ』- 東野圭吾著
- 『良い夜を持っている』- 円城塔著
- 『フォレスト・ガンプ (小説)』- ウィンストン・グルーム著
- 『街とその不確かな壁』- 村上春樹著
- 『天久鷹央の推理カルテ/事件カルテ』シリーズ - 知念実希人著。探偵役の天久鷹央が自閉スペクトラム症及びサヴァン症候群の診断を受けている。一度でも見たものをビデオ録画のように正確に記憶する能力等を持つ。

### ドラマ・映画
- 『レインマン』（原題: Rain Man）は、1988年公開のアメリカ映画。自由奔放な青年(トム・クルーズ)と重いサヴァン症候群の兄(ダスティン・ホフマン)との出会いと兄弟愛、そして人間としての変化を描いたヒューマンドラマ。
- 『フラッシュフォワード』 - TVドラマシリーズ。
- 『ピュア』‐ 1996年に放送されたテレビドラマ。主人公・折原優香が、オブジェ制作での卓越した才能をもっている様子が描かれている恋愛ドラマ。
- 『ケイゾク』『SPEC〜警視庁公安部公安第五課 未詳事件特別対策係事件簿〜』 - 同一の世界観をもつTVドラマで、どちらも主人公が天才的な推理力を持つ変人。彼女らは続編の『SICK'S』の登場人物に「サヴァン」の一言でまとめられた。
- 『ATARU』 - 2012年に放送されたドラマ。主人公のチョコザイこと猪口在がサヴァン症候群である。元はFBIにて捜査官として育てられた青年であり、常人離れした記憶力と推理力で事件を解決する。
- 『CUBE』 - 1997年製作のカナダ映画。監督はヴィンチェンゾ・ナタリ。この作品では因数分解を暗算で瞬時に行える青年が登場する。
- 『相棒 season7』最終話 - サヴァン症候群の男性が描いた絵から事件が発覚する。
- 『相棒 season16』第4話 - 殺された被害者がサヴァン症候群であることが判明する。数学において特異な才能を有する。
- 『グッド・ドクター』 - 主人公の研修医がサヴァン症候群である。
- 『Jimmy〜アホみたいなホンマの話〜』- 低い記憶力、計算力や犬より高い嗅覚で周りに迷惑を掛ける主人公の芸人ジミー大西が、特異な抽象画が注目されることでタレントとして独り立ちする姿を描いたドラマ。
- 『秘密の男』 - 2020年のドラマ。主人公の検事・弁護士がサヴァン症候群である。
- 『アストリッドとラファエル 文書係の事件録』

### ドキュメンタリー
- 『フロンティア』あなたの中に眠る天才脳 -

NHK-BSでの初回放送日：2024年6月13日

### 漫画
- 『嘘喰い』- 登場人物の門倉雄大が前頭葉の損傷により後天的なサヴァン症候群を発症している。
- 『ザ・ファブル』 - 主人公の佐藤アキラ（ファブル）がサヴァン症候群である可能性を示唆する旨のシーンがある。
- 『ジャンジャンバリバリ』 - 主人公の村正春樹が瞬時にパチンコ台の微細な特徴を記憶と模写出来る能力、敵として立ちはだかる綾聖摩が超精密な体内時計を持つ「奇才のサヴァン」として描かれている。

### アニメ
- 『残響のテロル』 - 2014年のテレビアニメ。サヴァン症候群を人工的に生み出そうとする人体実験が登場する。

### ゲーム
- 『Seraphic Blue』- ヒロインであるヴェーネの友人、ドリス・シュテンダルが作中でサヴァン症候群と推測される報告がされている。類稀な魔力が開花し、魔法アカデミーでは最高級の称号である「スペリオルメイジ」の名を得ている。